# Сім смертних гріхів (фільм, 1952)
«Сім смертних гріхів» (фр. Les Sept Péchés capitaux, італ. I sette peccati capitali) — франко-італійський кіноальманах 1952 року із семи новел, поставлених режисерами Івом Аллегре, Клодом Отан-Лара, Едуардо Де Філіппо, Жаном Древілем, Жоржем Лакомбом, Карло Рімом та Роберто Росселліні. Два епізоди альманаху зняті в Італії, п'ять — у Франції.

## Сюжет
Сюжети присвячені семи смертним гріхам, але фактично їх представлено вісім: два з семи — помістилися в одну новелу, а восьмому, присвячено окремий сюжет.
На міському святі організатор атракціону (Жерар Філіп) закликає публіку і демонструє смертні гріхи, про які і йде мова в новелах фільму.

### 1. Жадібність
- Сценарій: Едуардо Де Філіппо, Шарль Спаак (за твором Ерве Базена)
- Режисер: Едуардо Де Філіппо
- Оператор: Енцо Серафін
- У ролях: Іза Міранда (мадемуазель Альваро), Едуардо Де Філіппо (Едуардо), Паоло Стоппа (мосьє Альваро)

Про жадібного домовласника Альваро, який хоче вигнати з квартири мешканця Едуардо, що не заплатив вчасно. Альваро губить при цьому гаманець, а Едуардо його знаходить. Сподіваючись на винагороду, він повертає знахідку власникові, а той, щоб не платити належних 10 % тому, хто знайшов, заявляє, що з гаманця зникло 15 000 лір. Але не помічає, як в черевик Едуардо з його столу падає дорога перлина вартістю 11 500 лір.

### 2. Лінь

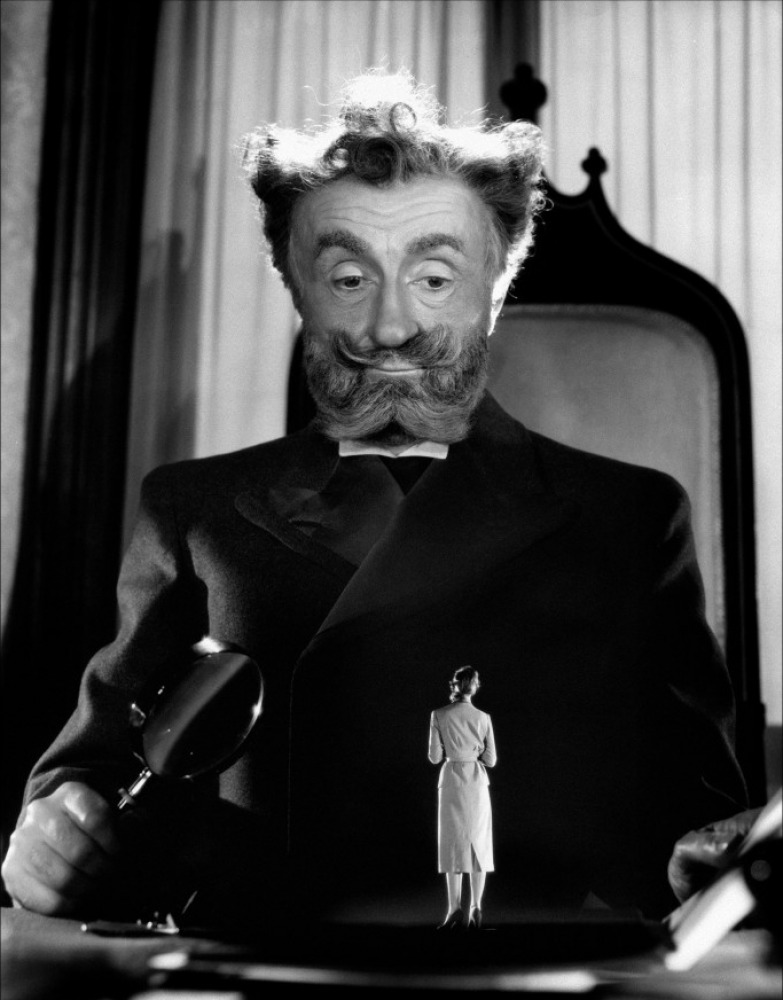
Ноель-Ноель в епізоді Лінь

- Сценарій адаптація та діалоги: Карло Рім
- Режисер: Жан Древіль
- Оператор: Андре Тома
- У ролях: Ноель-Ноель (директор), Жаклін Плессі (Лінь), Луї де Фюнес (Гастон Мартен), Мадлен Барбюле (секретар), Поль Азаїс (власник ресторану), Клер Жерар (Бель), Жанін Міллер (комутатор), Жан Солар (секретар)

Про небесну канцелярію, керовану апостолом Петром і завалену роботою через надмірну активність людей. Життя на Землі набрало скаженого ритму, і смертність молодих людей від нещасних випадків дуже зросла. Один з померлих, Мартен Поль Гастон (Луї де Фюнес), навіть набрався нахабства і розкритикував роботу небесних чиновників. Це стало останньою краплею, і апостол Петро викликав до себе Лінь. Відтепер вона стає не гріхом, a доброчесністю, і її посилають на землю, щоб уповільнити ритм життя людей.

### 3. Похіть
- Сценарій, адаптація та діалоги: Жан Оранш та П'єр Бост (за новелою Жуля Амеде Барбе д'Оревільї)
- Режисер: Ів Аллегре
- Оператор: Роже Юбер
- У ролях: Вівіан Романс (мадам Блан), Франк Віллар (Равіла́), Франсетт Вернілла (Шанталь), Моріс Роне (кюре), Філіпп Рішар (єпископ), Жак Фаббрі (Жульєн)

Про красеня-художника Равіла́, його кохану мадам Блан і її 13-річну доньку, яка заявила, що чекає від Равіла дитину.

### 4. Заздрість
- Сценарій: Дієго Фаббрі, Роберто Росселліні, Ліана Феррі, Турі Васіле (за романом «Кіт» Колетт)
- Режисер: Роберто Росселліні
- Оператор: Енцо Серафін
- У ролях: Андре Дебар (Камілла), Орфео Тамбурі (Олів'є), Нікола Ціарлетта (натурниця)

Про художника, його обожнювану кішку і молоду дружину, що заздрить таланту чоловіка, незалежності кішки і красі натурниці.

### 5. Ненажерливість
- Сценарій: Карло Рім
- Режисер: Карло Рім
- Оператор: Робер Лефевр
- У ролях: Анрі Відаль (Анрі і Антонін), Клодін Дюпуа (селянка), Жан Рішар (селянин), Поль Февр (гравець у карти), Івонн Іма (гостя)

Про сільську пару і лікаря, що зупинився у них на нічліг, і який віддає перевагу хорошій вечері над красунею-хазяйкою.

### 6. Гординя
- Сценарій:
- Режисер: Клод Отан-Лара
- Оператор:
- У ролях: Мішель Морган (Анн-Марі), Франсуаза Розе (Езізабет), Луї Сеньє (дядько Анрі), Жан Дебюкур (мосьє Сіньяк), Йоланда Лаффон (мадам Сіньяк), Марселла Пренс (головуюча), Маргеріт Кассан (Ізабель Сіньяк), Фредеріка Ебрар (дівчина), Робер Обуано (жартівник), Жульєн Паролі (служниця), Ів Бренвіль (майор), Жермена Стенваль (гостя), Саша Пітоєфф (піаніст)

Про бідну дівчину Анн-Марі, що залишилася без спадку після смерті батька і яку зневажають за це колишні подруги, одна з яких запрошує її на бал, але тут же шкодує про це. На балу Анн-Марі звинувачують у крадіжці діаманта, але при обшуку її ридикюля знаходять лише сендвічі, які вона збиралася віднести матері.

### 7. Восьмий смертний гріх
- Сценарій, адаптація та діалоги: Рене Вілер, за ідеєю Лео Жоаннона
- Режисер: Жорж Лакомб
- Оператор: Робер Лефевр
- У ролях: Жерар Філіп (атракціоніст і художник), Робер Дальбан (організатор ярмаркових святкових розваг), Альфред Байлу (горбань)

Наприкінці атракціоніст пропонує публіці відгадати, що ж є восьмим смертним гріхом, і малює наступну картину: Ніч. Підозрілий квартал. На вулиці зупиняється таксі, з якого виходять літній священик і молодий матрос. Під осудливим поглядом таксиста вони прямують до одного будинку. Двері їм відчиняє напівоголений негр. Вони заходять до будинку і бачать красиву жінку, чоловіка в жіночому одязі і китайця, що похітливо обіймає маленьку дівчинку. Хто ці люди, і навіщо вони зібралися тут? Через кілька хвилин усі вони прямують до іншої кімнати, де й займаються тим, навіщо прийшли — позують для картини, що ілюструє восьмий смертний гріх: бачити зло там, де його немає.